# Нижній Рейн (департамент)
Нижній Рейн (фр. Bas-Rhin) — департамент на північному сході Франції, один з департаментів регіону Ельзас. Порядковий номер 67. Адміністративний центр — Страсбург. Населення 1,026 млн осіб (18-е місце серед департаментів, дані 1999 р.).

## Географія
Площа території 4755 км². Через департамент протікає річка Рейн. Департамент включає 7 округів, 44 кантони та 526 комун.

## Історія
Нижній Рейн — один з перших 83 департаментів, створених в березні 1790 р. Двічі після свого створення Нижній Рейн опинявся у складі Німеччини: перший раз — в результаті поразки у франко-пруській війні, другий (з 1940 по 1945 р.), — під час Другої світової війни.

## Склад
Департамент охоплює 7 округів:
| Округ            | Площа, км² | Населення, осіб | Рік  | Адміністративний центр | Кількість кантонів | Кількість муніципалітетів |
| ---------------- | ---------- | --------------- | ---- | ---------------------- | ------------------ | ------------------------- |
| Агено            | 665,74     | 120445          | 1999 | Агено                  | 3                  | 56                        |
| Вісембур         | 598,39     | 64374           | 1999 | Вісембур               | 5                  | 68                        |
| Мольсайм         | 745,02     | 89604           | 1999 | Мольсайм               | 5                  | 69                        |
| Саверн           | 1002,91    | 88209           | 1999 | Саверн                 | 6                  | 128                       |
| Селеста-Ерстен   | 980,57     | 134907          | 1999 | Селеста                | 7                  | 101                       |
| Страсбур-Віль    | 78,26      | 272123          | 2007 | Страсбур               | 10                 | 1                         |
| Страсбур-Кампань | 684,31     | 264424          | 1999 | Страсбур               | 8                  | 104                       |

## Населені пункти
Найбільші населені пункти округу з населенням понад 10 тисяч осіб:
| Муніципалітет         | Населення, осіб | Рік  | Округ            |
| --------------------- | --------------- | ---- | ---------------- |
| Страсбур              | 272123          | 2007 | Страсбур-Віль    |
| Агено                 | 35457           | 2006 | Агено            |
| Шильтігайм            | 30841           | 1999 | Страсбур-Кампань |
| Ількірш-Граффенстаден | 26829           | 2007 | Страсбур-Кампань |
| Селеста               | 19303           | 2007 | Селеста-Ерстен   |
| Бішайм                | 17968           | 2007 | Страсбур-Кампань |
| Ленгольсайм           | 16954           | 2007 | Страсбур-Кампань |
| Бішвіллер             | 12898           | 1999 | Агено            |
| Саверн                | 11966           | 2007 | Саверн           |
| Оствальд              | 10761           | 2007 | Страсбур-Кампань |
| Оенайм                | 10726           | 1999 | Страсбур-Кампань |
| Оберне                | 10471           | 1999 | Селеста-Ерстен   |